# 三原村
三原村（日语：／ Mihara mura）是位於日本高知縣西南部的村莊，隸屬於幡多郡，也是四國最南端及最西端的村莊。境內約88%的面積被山林覆蓋，聚落和耕地則分佈在下之加江川及其支流的沿岸 。當地古名為「三原鄉」，1889年實施町村制時設置三原村。

## 地理
三原村大致位在海拔450至850公尺的台地上。當地氣候溫暖多雨，年均溫約為15.7℃，但日夜溫差較大；年降雨量則為2619毫米。夏季常處於颱風行進的路徑上。

## 交通
村內沒有鐵路通過，需前往三原村北邊的四萬十市和宿毛市內的土佐黑潮鐵道宿毛線搭乘。最近的特急列車車站是平田站。機場方面，距離高知龍馬機場和松山機場約150公里，沒有直達機場的公共交通工具。

## 本地出身人物
- 武內則男：參議院議員
- 野町和嘉：紀錄片攝影師

## 外部連結
- （日語） 三原村商工會（页面存档备份，存于）
- （日語） 幡多廣域觀光協議會